# Железняк, Сергей Павлович
Сергей Павлович Железняк (1909, село Максимильяновка, Мариупольский уезд, Екатеринославская губерния, Российская империя — неизвестно, село Максимильяновка, Покровский район, Донецкая область, Украинская ССР) — комбайнёр Марьинской МТС Марьинского района Сталинской области, Украинская ССР. Герой Социалистического Труда (1952).

## Биография
Родился в 1909 году в крестьянской семье в селе Максимильяновка Мариупольского района. С конца 1920-х годов трудился в местной сельскохозяйственной артели «Воля». После окончания курсов механизации трудился трактористом в сельском хозяйстве. В послевоенное время — комбайнёр Марьинской МТС, директором которой был Иван Титович Горелов.
Трудился на комбайне «Коммунар» при обработке земельных угодий и сборе урожая в колхозах «Червоный прапор», имени Сталина и Жданова Марьинского района. Ежедневно убирал в среднем до 20 центнеров семян подсолнечника с 14 — 15 гектаров при норме 9 гектаров. В 1951 году намолотил 6647 центнеров зерновых за 25 рабочих дней. Указом Президиума Верховного Совета СССР от 25 июня 1952 года удостоен звания Героя Социалистического Труда за «достижение высоких показателей на уборке и обмолоте зерновых и масличных культур в 1951 году» с вручением ордена Ленина и золотой медали «Серп и Молот» (№ 6310).
Этим же указом званием Героя Социалистического Труда был награждён комбайнёр Марьинской МТС Григорий Михайлович Кужиль.
После расформирования Марьинской МТС в 1958 году трудился комбайнёром в колхозе имени Ильича Марьинского района.
После выхода на пенсию проживал в родном селе Максимильяновка. С 1968 года — персональный пенсионер союзного значения. Дата смерти не установлена.
Награды
- Герой Социалистического Труда
- Орден Ленина
- Медаль «За трудовую доблесть» — дважды (06.06.1945; 26.03.1949).